# Aéroport international Sultan-Hasanuddin

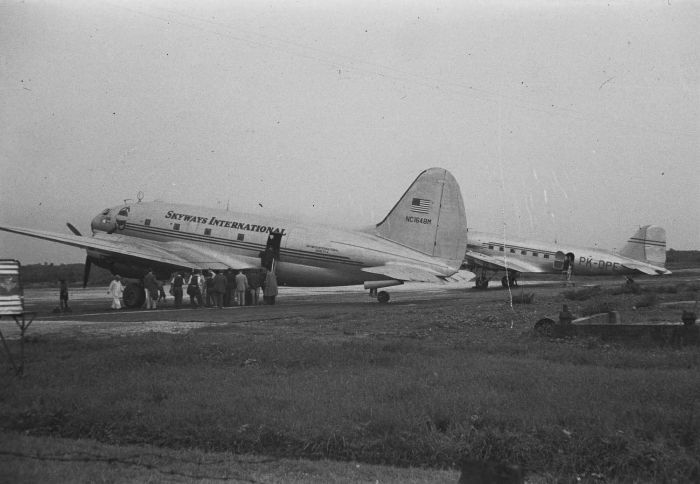
Douglas DC-3 de Skyways International et KLM sur l'aéroport de Makassar en 1948

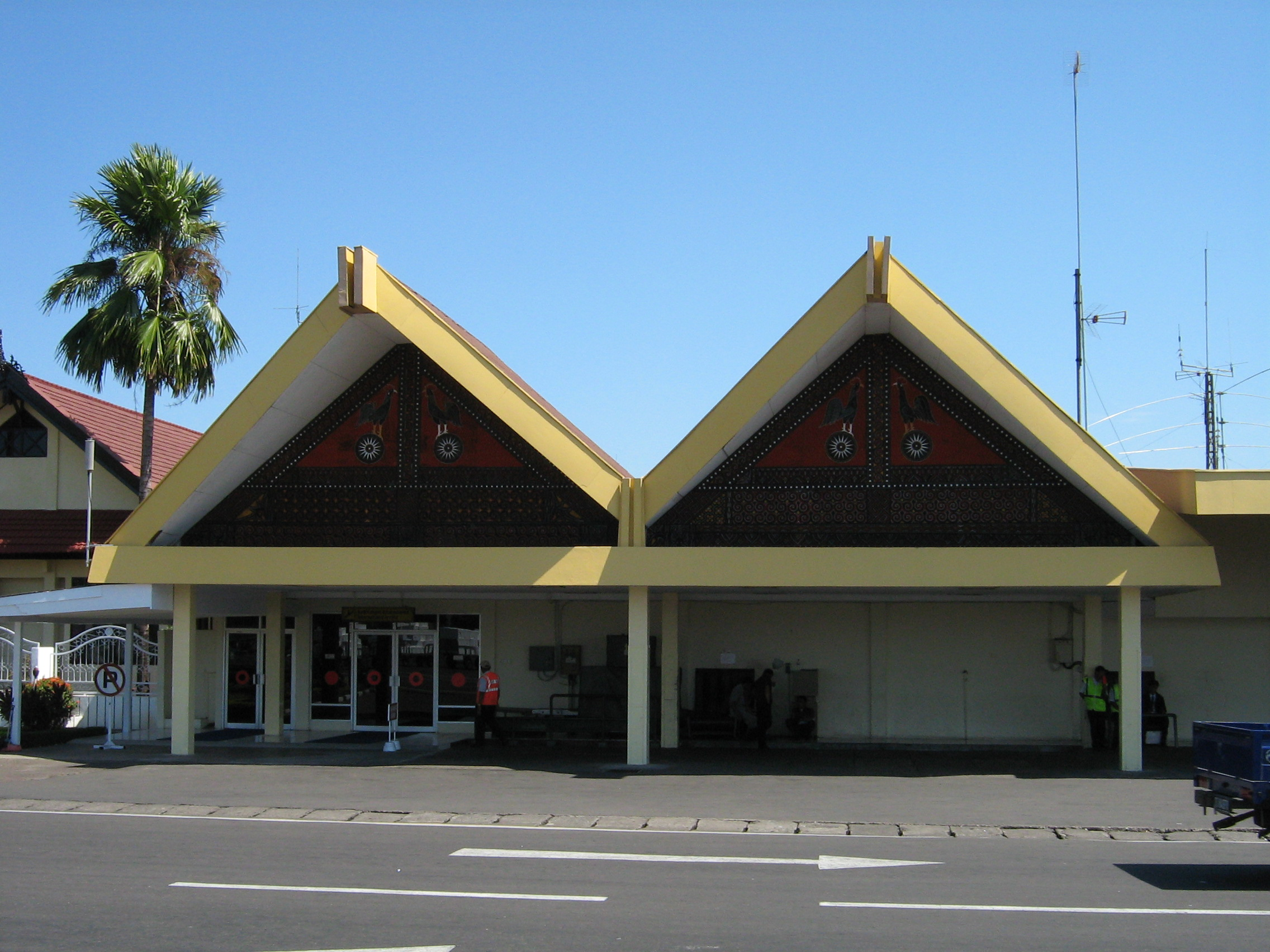
L'ancienne aérogare

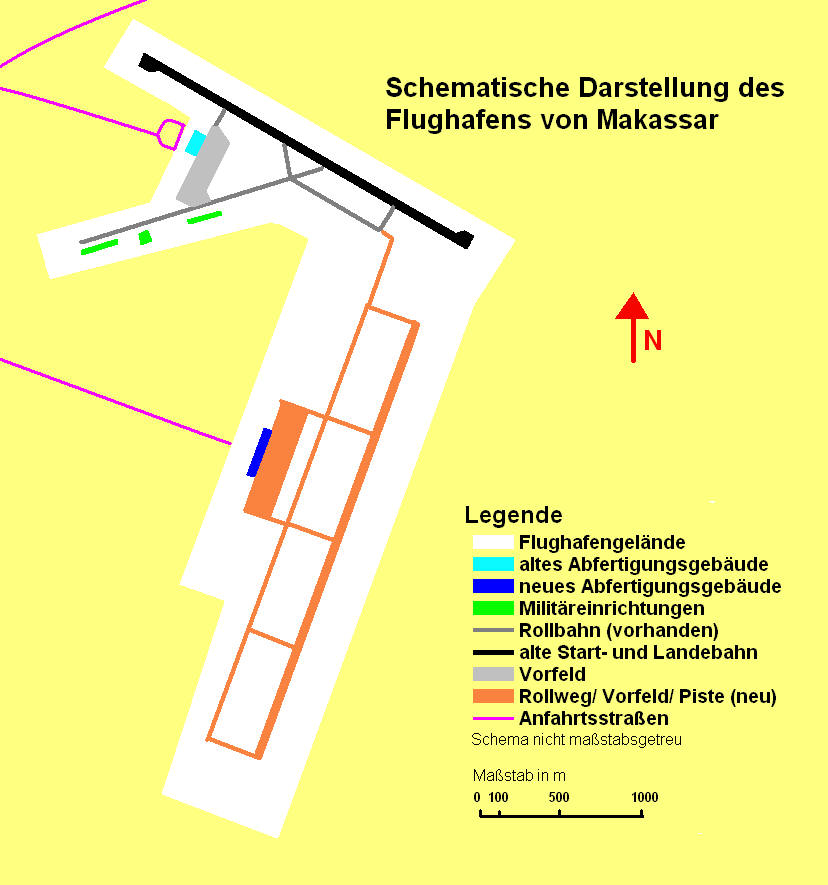
Plan de l'aéroport Hasanuddin (en ocre, la nouvelle piste et en noir, l'ancienne)

L'aéroport international Sultan Hasanuddin (code IATA : UPG • code OACI : WAAA) est l'aéroport de Makassar (appelée Ujung Pandang à l'époque de Soeharto), la capitale de la province de Sulawesi du Sud dans l'île de Sulawesi. Il porte le nom du sultan Hasanuddin, le plus puissant souverain du royaume de Gowa (r. 1653-69), dont la capitale se trouvait un peu au sud de Makassar.
La nouvelle aérogare a été inaugurée en août 2008.
En 2013, le trafic de Hasanuddin a été de plus de 9,6 millions de passagers, ce qui en fait le 4e aéroport le plus fréquenté d'Indonésie derrière Soekarno-Hatta (Jakarta), Juanda (Surabaya) et Ngurah Rai (Denpasar).

## Statistiques

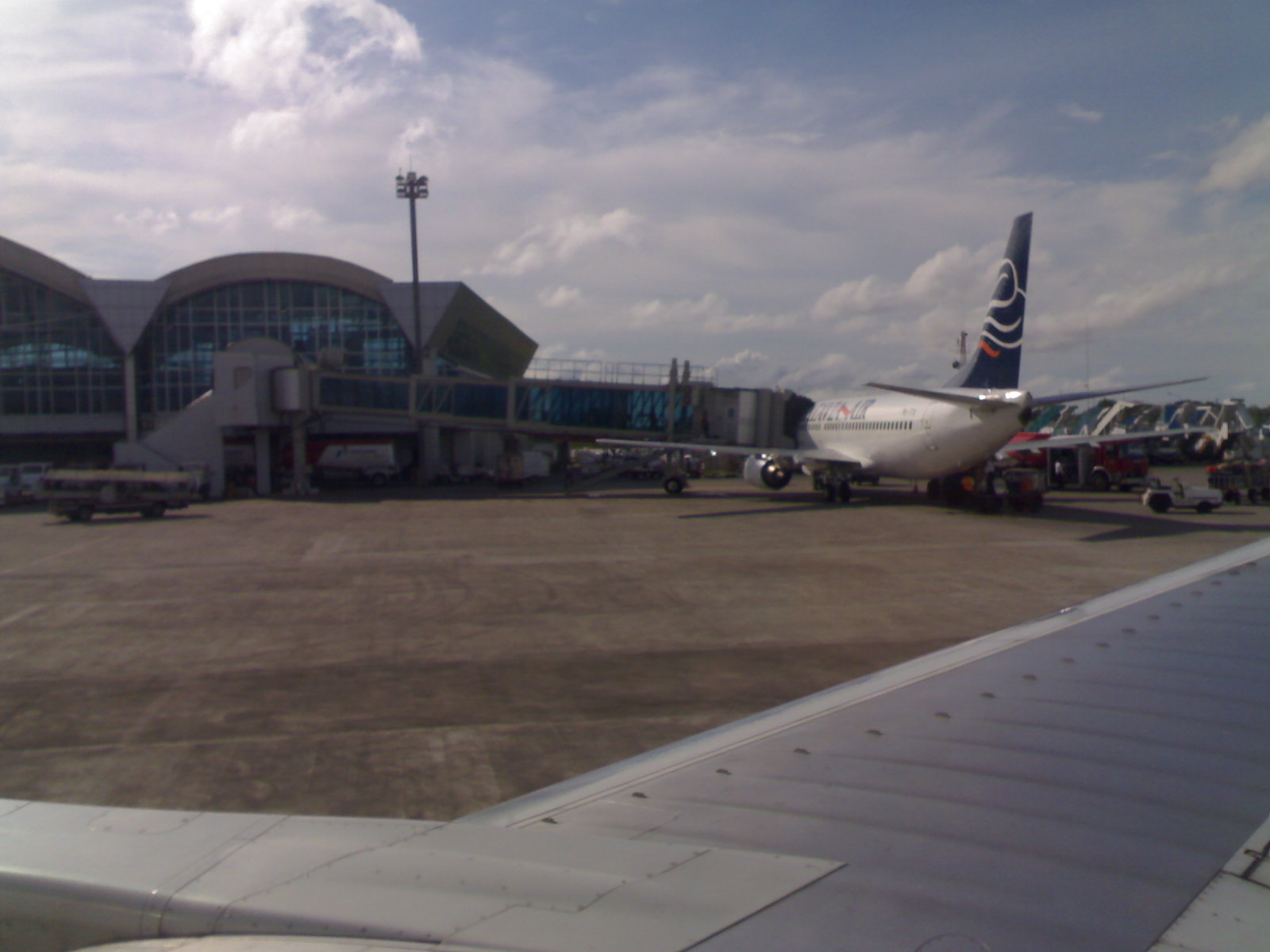
L'aérogare

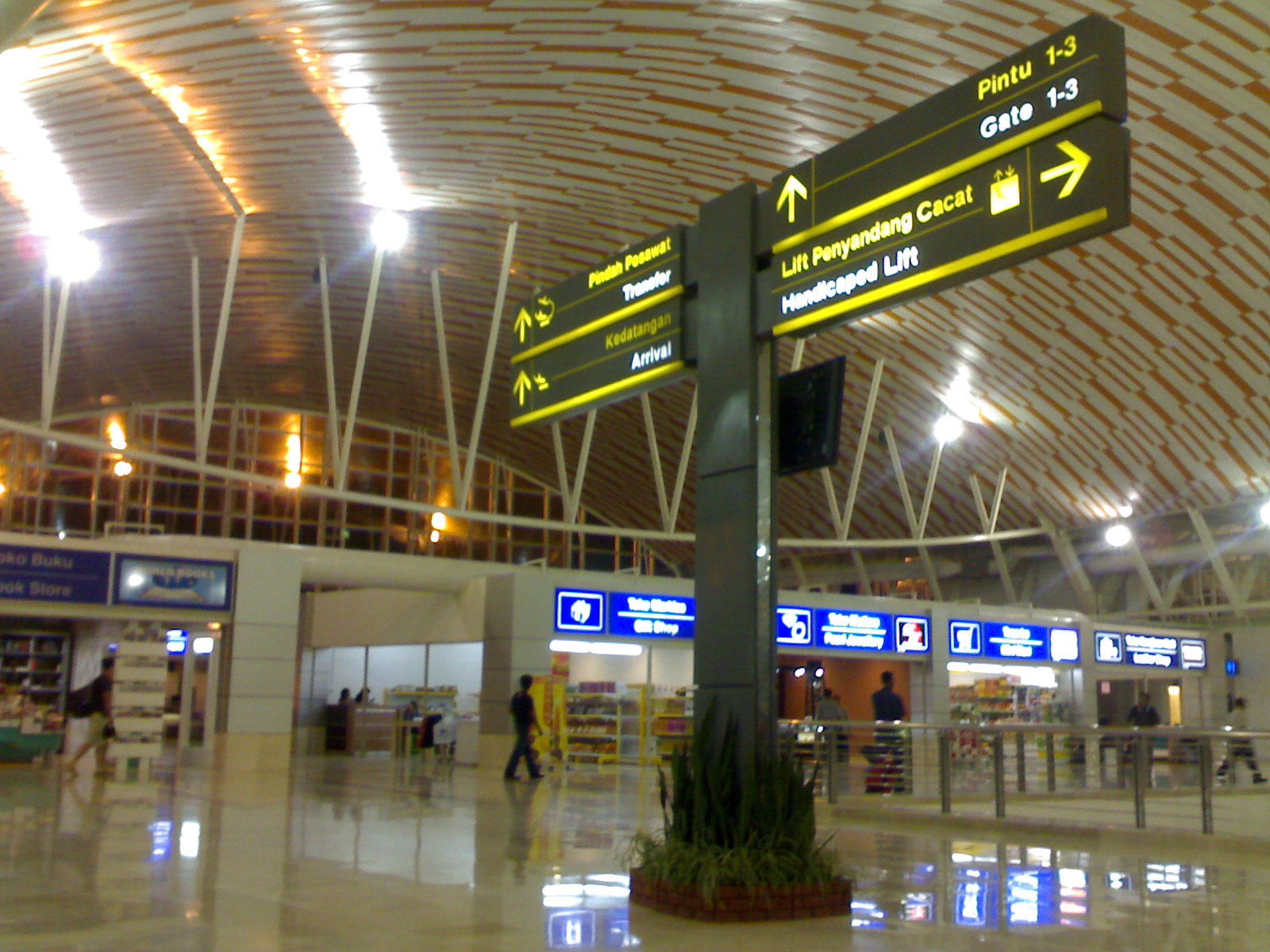
Le hall de départ

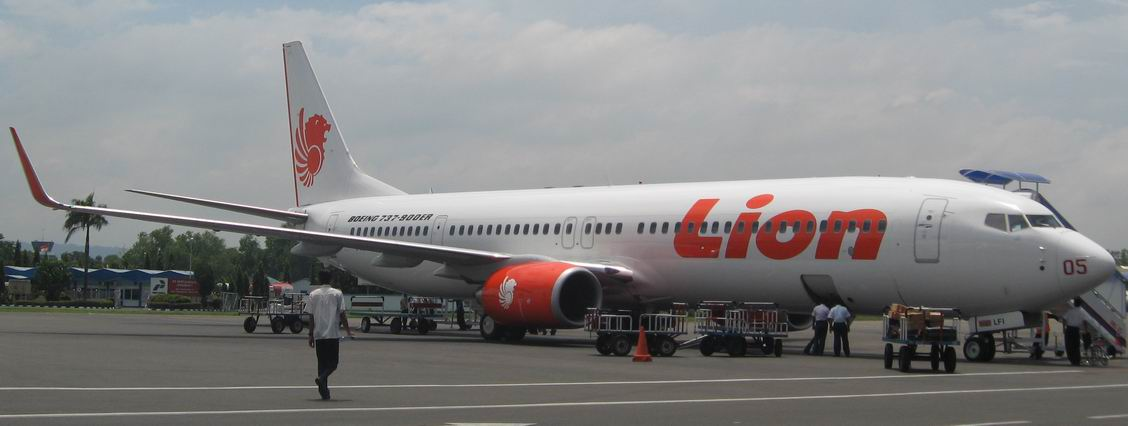
Un Boeing 737-900 de Lion Air sur l'aéroport de Makassar

| Année | Passagers | Fret (tonnes) | Mouvements d'appareils |
| ----- | --------- | ------------- | ---------------------- |
| 2008  | 4 703 118 | 32 408        | 49 584                 |
| 2009  | 5 063 860 | 32 420        | 52 299                 |
| 2010  | 6 546 831 | 40 141        | 64 940                 |
| 2011  | 7 456 381 | 43 339        | 73 077                 |
| 2012  | 8 323 193 | 48 274        | 79 739                 |
| 2013  | 9 634 237 | 53 518        | 94 693                 |

## Situation
| Banda Aceh Denpasar Pangkal · Pinang Tanjung · Pandan Djakarta-Soekarno-Hatta Bengkulu Solo Semarang Pangkalan · Bun Palangkaraya Sampit Palu Djakarta-Halim Perdanakusuma Samarinda Malang Surabaya Balikpapan Ende Kupang Komodo Gorontalo Jambi Bandar Lampung Ambon Tarakan Ternate Manado Gunung · Sitoli Medan Wamena Biak Merauke Timika Jayapura Pekanbaru Batam Tanjung · Pinang Bau-Bau Banjarmasin Makassar Palembang Bandung Pontianak Ketapang Bima Lombok Manokwari Sorong Padang Yogyakarta |

## Compagnies et destinations
| Compagnies                                         | Destinations |
| -------------------------------------------------- | --- |
| AirAsia                                            | Kuala Lumpur |
| Airfast Indonesia                                  | Jakarta-Halim-Perdanakusuma, Surabaya-Juanda, Timika |
| Aviastar                                           | Masamba, Bua (en), Selayar (en), Tana Toraja (en) |
| Batik Air                                          | Ambon-Pattimura, Gorontalo-Jalaluddin, Jakarta-Halim-Perdanakusuma, Djakarta-S.-Hatta, Jayapura-Sentani, Kendari-Haluoleo, Manokwari (en), Merauke (Mopah), Palu-Mutiara, Sorong, Surabaya-Juanda, Ternate |
| Citilink                                           | Ambon-Pattimura, Balikpapan-Sultan-A.-M.-Sulaiman, Denpasar-Bali , Gorontalo-Jalaluddin, Djakarta-S.-Hatta, Jayapura-Sentani, Kendari-Haluoleo, Manado-S. Ratulangi, Surabaya-Juanda |
| Garuda Indonesia                                   | Ambon-Pattimura, Biak-Frans-Kaisiepo, Denpasar-Bali, Gorontalo-Jalaluddin, Djakarta-S.-Hatta, Jayapura-Sentani, Djeddah - Roi-Abdelaziz, Kendari-Haluoleo, Palu-Mutiara, Timika, Yogyakarta |
| Garuda Indonesia opéré par Explore and Explore Jet | - Balikpapan-Sultan-A.-M.-Sulaiman, - Bau-Bau (Betoambari), - Jayapura-Sentani, - Kendari-Haluoleo, - Kupang-El Tari, - Luwuk, - Mamuju, - Manado-S. Ratulangi, - Lombok, - Medan-Kualanamu, - Palembang-M. Badaruddin II, - Bua (en), - Raha, - Sorong, - Semarang-A. Yani, - Surabaya-Juanda, - Yogyakarta                                                                           |
| Gatari Air Service                                 | Tana Toraja (en) |
| Indonesia Air Transport                            | Soroako |
| Lion Air                                           | - Ambon-Pattimura, - Balikpapan-Sultan-A.-M.-Sulaiman, - Bandung-H.-Sastranegara, - Banjarmasin-Syamsudin Noor, - Denpasar-Bali, - Gorontalo-Jalaluddin, - Djakarta-S.-Hatta, - Jayapura-Sentani, - Djeddah - Roi-Abdelaziz, - Kendari-Haluoleo, - Manado-S. Ratulangi, - Lombok, - Palu-Mutiara, - Pontianak (Supadio), - Solo-Adisumarmo, - Surabaya-Juanda, - Tarakan, - Yogyakarta |
| Saudia                                             | En saison : Médine-Prince M. Bin Abdulaziz, Djeddah - Roi-Abdelaziz |
| SilkAir                                            | Singapour-Changi |
| Sriwijaya Air                                      | - Balikpapan-Sultan-A.-M.-Sulaiman, - Banjarmasin-Syamsudin Noor, - Biak-Frans-Kaisiepo, - Denpasar-Bali, - Gorontalo-Jalaluddin, - Djakarta-S.-Hatta, - Jayapura-Sentani, - Kendari-Haluoleo, - Langgur/Tual (en), - Luwuk, - Mamuju, - Manokwari (en), - Merauke (Mopah), - Semarang-A. Yani, - Sorong, - Surabaya-Juanda, - Timika, - Ternate, - Yogyakarta                         |
| Susi Air                                           | Masamba, Bua (en), Tana Toraja (en) |
| Wings Air                                          | Batu Licin (en), Bau-Bau (Betoambari), Bima (en), Kendari-Haluoleo, Luwuk, Mamuju, Palangkaraya, Bua (en), Poso, Raha, Selayar (en), |

Édité le 14/04/2018

## Base aérienne
L'aéroport abrite également la base aérienne Hasanuddin de l'armée de l'air indonésienne.